# Triflumuron
Le triflumuron est un insecticide qui  agit comme régulateur de croissance des insectes. Les régulateurs de croissance des insectes représentent une méthode de contrôle prometteuse des populations d'insectes, puisqu'ils permettent d'éviter les effets néfastes des insecticides usuels sur l'environnement et la santé humaine et des mammifères domestiques.
Le triflumuron semble agir en inhibant la synthèse de chitine, constituant de la cuticule, chez les insectes en développement.